# 江津市総合市民センター
江津市総合市民センター（ごうつしそうごうしみんセンター）は、島根県江津市江津町にあるホールである。公益財団法人江津市教育文化財団が指定管理者として管理運営を行っている。

## 概要
島根県江津市江津町の紡績工場跡地に建設され、1995年に開館した。「ミルキーウェイホール」という愛称が付いている。
総合市民センターの建設計画が検討されると同時に隣接した場所に図書館と郷土資料館を含めた文化生涯学習センターを建設する具体的計画があったが中止となっている。

## 主な施設
- 大ホール（702席）
- 大会議室
- 中会議室
- 楽屋1･2
- ギャラリー

## アクセス
- JR江津駅から徒歩で約10分。

## 周辺
- 江津市役所
- 江津市立江津中学校
- 島根県立江津工業高等学校
- 江津警察署
- 済生会江津総合病院
- 済生会高砂病院
- パレットごうつ